# Ye Yint Thet Zwe
Ye Yint Thet Zwe (Birmano: ရဲရင့်သက်ခဲ့; MLCTS: yeyinttetsue) (nacido en 1965 en Rangún, Myanmar) es un poeta birmano que actualmente reside en Helsinki ( Finlandia)
Ye Yint estudió Literatura Birmana, en la Universidad Corresponsal de Rangún hasta 1988, momento en el que comenzó la revolución estudiantil (comúnmente conocida como el Levantamiento 8888) y Ye Yint pasó a formar parte del ejército estudiantil.
En 1990, deja Birmania (también conocida como Mianmar) por razones políticas, lo cual hace que viva en lugares tales como Tailandia, Malasia, Singapur, Japón y finalmente Finlandia donde actualmente reside.
En Tokio, el escritor funda la librería Independiente Birmana "Ahara" con la ayuda de otros escritores con el propósito de preservar su patrimonio. Ye Yint fue además editor de la "Ahar Magazine", segundo presidente de la Unión de trabajadores Birmanos en Japón, parte de la Asociación Birmana de Medios de Comunicación y también como miembro seguidor de la Armada Estudiantil de Myanmar y la Frontera de Tailandia (ABSDF).
Ye Yint también ha trabajado como editor, periodista y fotógrafo para el "Burma Today News Media" (noticiero Birmano) con sede en Nueva York, y como poeta colaborador en MMM Media, Yoma 3 News Media, Dawn O Way Magazine y Moe Makha Online Media Magazine. Los textos de Ye Yint han sido incluidos en compilaciones de poesía como "5 Flowers", "8888 commemoration", "Safforn Revolution” y "The Sorrows of European Nights Suffering" (Lamento y sufrimiento en las noches europeas).

### Poesía
- We Hate War, Mother (2016, Helsinki) (Karu Kartonera, Proyecto Sivuvalo)[1]